# Estela de la corregència
L'Estela de corregència és una font epigràfica clau per tal d'entendre el complex traspàs de poder al final del regnat d'Akhenaton, durant el conegut Període d'Amarna. Aquest document, malgrat el seu estat fragmentari i la damnatio memoriae que ha afectat part dels seus noms i títols, ha estat central en el debat sobre qui va compartir el poder amb Akhenaton: si fou Smenkhkare, Neferneferuaten (potser Nefertiti amb titulació reial), o una altra figura de la seva línia dinàstica. Aquest treball analitza l'estela des del seu context, les interpretacions actuals i el seu paper en la successió reial.

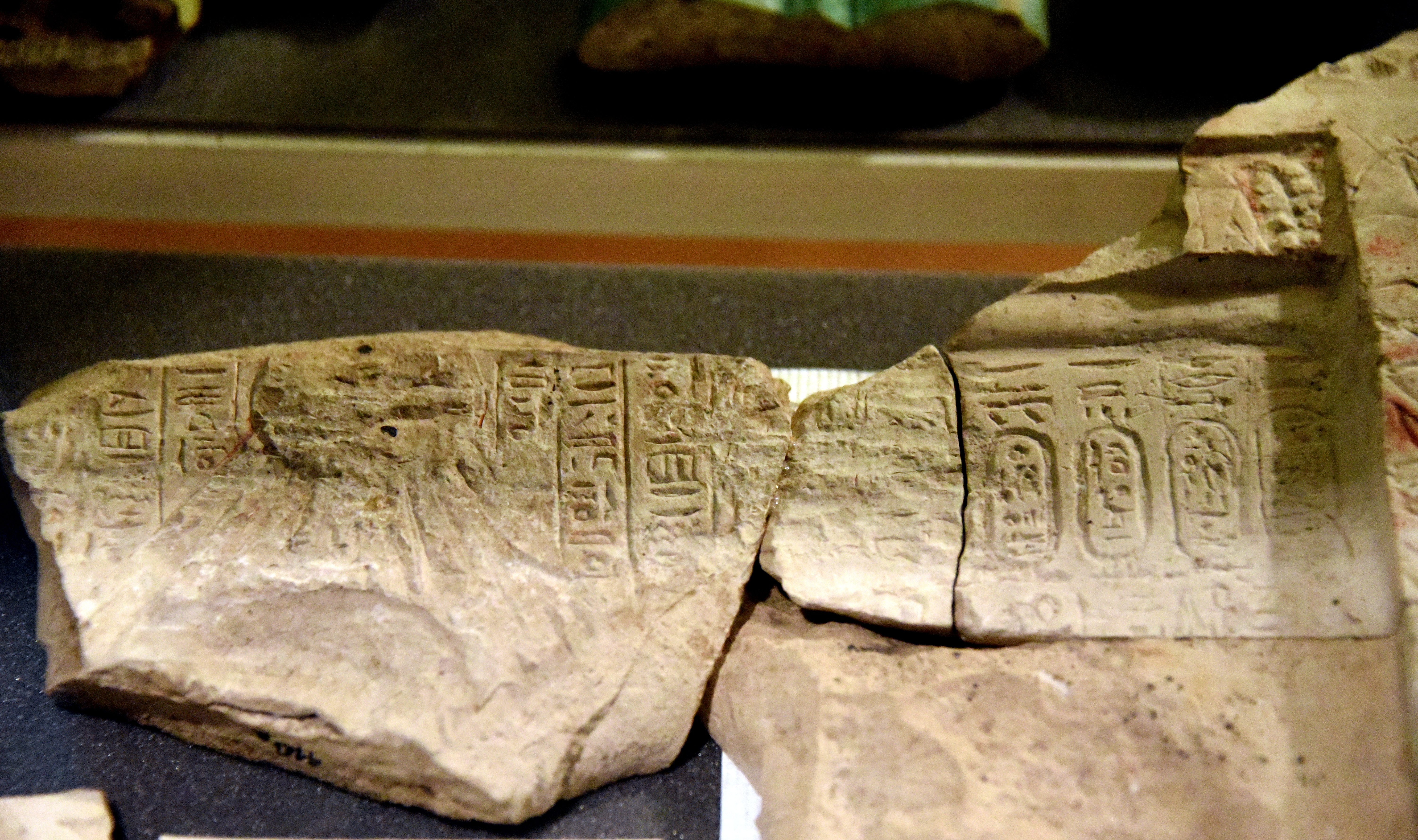

## Localització i despripció de la font
L'anomenada Estela de corregència ("Coregency Stela") és un fragment de calcària originaria de Tell el-Amarna, l'antiga Akhetaton. Aquesta estela va ser trobada en set fragments i actualment es conserva al Petrie Museum (University College London). Originalment representava Akhenaton amb una figura femenina, identificada primer com Nefertiti i posteriorment com Neferneferuaten. Aquesta figura compartia atributs reials com la corona i el nom cartutxat, característiques que suggereixen una corregència efectiva.
La inscripció conté noms esborrats i substituïts, la qual cosa fa pensar en una reescriptura de la memòria oficial en moments posteriors. L'estela fa referència a Meritaten i Ankhesenpaaten, filles d'Akhenaton, fet que ha contribuït a la confusió sobre la identitat de la corregent.

## Descobriment de la font
Els fragments de l'estela van ser descoberts a principis del segle XX i identificats com a pertanyents al Període d'Amarna per la seva iconografia i titulatura. Tot i estar fragmentada, la seva reconstrucció parcial ha estat clau per als estudis sobre la successió reial d'aquest període. La seva conservació al Petrie Museum ha permès estudis epigràfics recents, com els publicats a Current Research in Egyptology 2023 (Fong et al., p. 102), que ofereixen noves lectures dels noms i la seva disposició.

## Context històric
El regnat d'Akhenaton es caracteritzà per una forta ruptura amb les tradicions religioses, promovent el culte exclusiu a Aton. Aquesta revolució teocràtica implicava també una nova manera d'entendre la figura reial. En aquest marc, la possibilitat d'una corregència tenia sentit com a instrument per garantir la continuïtat de la ideologia atonista.
L'estela se situaria en els darrers anys del regnat d'Akhenaton, possiblement durant un moment en què es preparava una transició cap a una nova etapa. Aquesta corregència podria haver estat una estratègia per consolidar el poder davant les tensions internes i les crítiques als canvis religiosos.

## Problemàtiques i esutdis relacionats
El debat sobre la corregència gira al voltant de dues principals figures: Smenkhkare i Neferneferuaten. J.P. Allen, P. Brand i L. Cooper (2009), en el seu treball "The Amarna Succession", argumenten que Neferneferuaten —potser Nefertiti sota un nom reial— hauria estat corregent amb Akhenaton. Aquesta teoria es basa en la titulatura i en la representació de la figura femenina amb atributs reials a l'estela.
Per altra banda, altres autors com Lacovara (2023) i Fong et al. (2024) proposen interpretacions diverses, que van des d'una corregència femenina fins a la identificació amb Smenkhkare com a corregent breu. La damnatio memoriae, que va eliminar noms i imatges, dificulta una identificació clara.
A més, l'estudi de l'estela mostra la complexitat de la titulatura reial durant aquest període, amb noms duplicats i modificats per successius faraons o corregents.

## Transcripció de textos rellevants
Segons Current Research in Egyptology 2023, l'estela conté els noms d'"Ankhkheperure Neferneferuaten" juntament amb títols propis d'un rei governant, així com referències a Akhenaton. La combinació dels seus noms en cartutxos reials i la posició al text suggereixen una autoritat compartida.

## Conclusions
L'Estela de corregència és una font clau per entendre la política dinàstica i religiosa del final del regnat d'Akhenaton. La seva existència suggereix una corregència amb una figura reial femenina (possiblement Neferneferuaten), que obre la porta a diverses interpretacions sobre la successió. Aquest debat té implicacions profundes en la reconstrucció de la transició cap al regnat de Tutankamon i en la comprensió de la ideologia reial d'Amarna.